# Paquito el Chocolatero
Paquito el Chocolatero es una composición musical española creada en 1937 por el compositor español Gustavo Pascual Falcó, nacido en 1909 en la localidad de Cocentaina, provincia de Alicante, Comunidad Valenciana, escrita con el aire de un pasodoble español.
Fue estrenada en las fiestas de Moros y Cristianos de su pueblo (Cocentaina). Desde entonces, el pasodoble cobró vida en las tierras valencianas, desde hace casi un siglo que se oye por sus calles, y la tocan innumerables músicos de las centenares de bandas musicales que existen por toda la comunidad. Más tarde, gozó de una amplia difusión y popularidad en España. Según un informe de la SGAE, es la pieza musical más interpretada en vivo durante el año 2007. En ese año se consideró la composición musical española más interpretada del mundo y la más versionada, tanto en instrumentación como en letra.
La partitura original dispone de letra de acompañamiento en valenciano, aunque ésta existe en otras versiones. Puede verse en el museo festero de Cocentaina, donde además se muestra la guitarra con la que el propio Gustavo Pascual Falcó, compuso los acordes del popular y reconocido pasodoble. Según ha demostrado el musicologo Miguel Picó en su libro Música, pillaje y política (Sevilla, 2023) parte del pasodoble es un plagio de una composición de Rafael Gómez Martínez y que las raíces valencianas que se pretendieron encontrar en el mismo en los albores de la democracia son andaluzas. La partitura manuscrita, conservada en Museo festero de Cocentaina, se ha dicho una y otra vez que es autógrafa de Gustavo, pero no lo es. Es obra de su discípulo Miguel Picó Biosca quien hizo una instrumentación de la misma en 1943. Esta fechada y firmada por él en la última hoja y es la que siempre se ha ejecutado. La instrumentación original de Gustavo, que se conserva, no se ha oído nunca.

## Origen de la composición
El origen del pasodoble está en el inicio del a su vez pasodoble titulado Alma andaluza de Rafael Gómez Martínez, un prolífico autor vallisoletano al que Gustavo plagio melódica, rítmica y armónicamente una obra que triunfó no sólo en España sino en toda América Latina y que estuvo ligado al mundo de la sicalipsis y de los toros. En el mismo prima el andalucismo.
Francisco Pérez Molina («Paquito») era hermano de Consuelo, la esposa de Gustavo Pascual Falcó. Debido al oficio de sus padres, que vendían chocolate (especial) y otras especias, eran conocidos con el sobrenombre de «chocolateros», y Francisco era conocido en el pueblo como «Paquito el Chocolatero».
Nació en Cocentaina en 1905. Paquito tenía una pasión, las fiestas de moros y cristianos, que eran, junto a la música, su vida. De ahí que Paquito y Gustavo fraguasen esa amistad que les inmortalizó a los dos. Son las dos caras de una misma moneda: en una el músico, en la otra el festero.
En el verano de 1937, Gustavo veraneaba junto a la familia de su mujer en una casita a los pies de la Sierra de Mariola. Una tarde, Gustavo le enseñó a su cuñado Paquito tres composiciones musicales. Le pidió que eligiera una de entre las tres para que llevara su nombre. Paquito las escuchó con atención y sin dudarlo eligió un pasodoble alegre y dianero, que casaba bien con su carácter festero. Este pasodoble, es el que hoy conocemos como Paquito el Chocolatero. Gustavo, gran observador, supo captar la personalidad de su cuñado y amigo.

## Ascenso en popularidad
La interpretación del pasodoble se limitaba en su origen a las fiestas de moros y cristianos de las poblaciones circundantes. En las fiestas de la cercana ciudad de Villena adquirió rápida popularidad y solía acompañar a las comparsas en sus desfiles desde finales de los años 1930. Es entonces cuando, ya en la década de los años 1940, un cabo de escuadra de la comparsa de Piratas apodado «El Roña» pone de moda el «¡je!» pirata que acompañaría a los compases del pasodoble. Debido a un defecto físico (cojera), desfilaba basculando y las filas de piratas que encabezaba le hacían la broma de «¡Je, que te caes Adri galán!», inclinándose hacia adelante con la música parodiando sus esforzados pasos. Con el tiempo el gesto se fue extendiendo, acompañando a día de hoy a los sones del pasodoble Paquito el Chocolatero.

## Derechos de autor
Es la obra musical que más derechos generó por actuaciones en vivo en España en 2007. Durante más de cuarenta años generó una lucha por recuperar los derechos de autor entre la familia de Gustavo Pascual y Consuelo Pérez, su viuda. Dichos derechos expiraron en 2016.

## Enlaces
- Web oficial dedicada al pasodoble «Paquito el Chocolatero» Aquí se pueden encontrar otras obras del autor.

- Datos: Q3363010